# Sarracenia formosa
Sarracenia formosa este o specie de plante carnivore din genul Sarracenia, familia Sarraceniaceae, ordinul Ericales, descrisă de Hort. Veitch.. Conform Catalogue of Life specia Sarracenia formosa nu are subspecii cunoscute.